# Trichocentrum cavendishianum
Trichocentrum cavendishianum (возможные русские названия: трихоцентрум Кавендиша или трихоцентрум кавендисхианум) — многолетнее эпифитное травянистое растение из семейства Орхидные.
Вид не имеет устоявшегося русского названия, в русскоязычных источниках обычно используется устаревшее научное название Trichocentrum cavendishianum.

## Этимология
Родовое название происходит от греч. tricho (волос) и kentron (шпора), что указывает на тонкий шпорец, свойственный большинству представителей рода.

## Биологическое описание
Побег симподиального типа.
Псевдобульбы практически незаметные.
Листья широколанцетные, толстые, кожистые, 6—18 см длиной.
Цветонос до 90 см, поникающий, разветвленный.
Цветки ароматные, около 3,8 см в диаметре.

## Распространение, экологические особенности
От Мексики до Гондураса.
Эпифит. Горные леса на высотах 1500—2100 метров над уровнем моря. Цветение зимой и ранней весной.
Относится к числу охраняемых видов (II приложение CITES).

## В культуре
Средняя дневная температура летом: 23 °C, ночная 13 °C. Средняя дневная температура зимой 20—22 °C, ночная 9—10°С.
Посадка на блок или в корзинку для эпифитов. К свету требовательны, для успешного цветения растение должно получать прямой солнечный свет в утренние и вечерние часы. Регулярный полив в течение всего года осуществляется после просыхания субстрата. рН: 5,5—6,5.